# Gungstolen (samlagsställning)

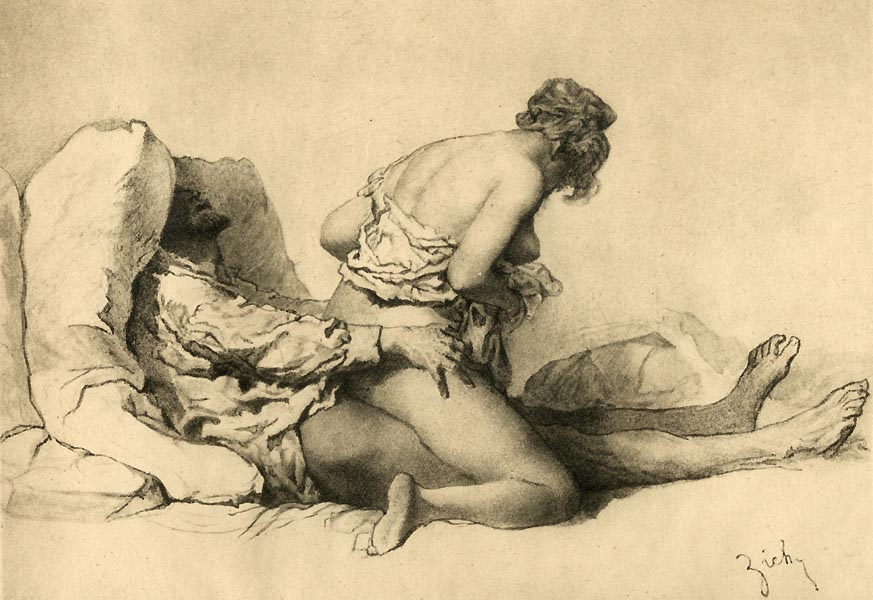
En variant av Gungstolen

Gungstolen kallas den samlagsställning där mannen sitter ned, stödjande sig på händerna som är placerade bakom honom, med kvinnan placerad ovanpå honom, ansikte mot ansikte och med hans penis i hennes vagina. Genom att kvinnan under samlagsrörelserna gungar fram och tillbaka, som på en gungstol, uppnår båda parter sexuell njutning.